# Acinipe eulaliae
Acinipe eulaliae är en insektsart som beskrevs av Olmo-vidal 2009. Acinipe eulaliae ingår i släktet Acinipe och familjen Pamphagidae. Inga underarter finns listade i Catalogue of Life.